# 砂岩

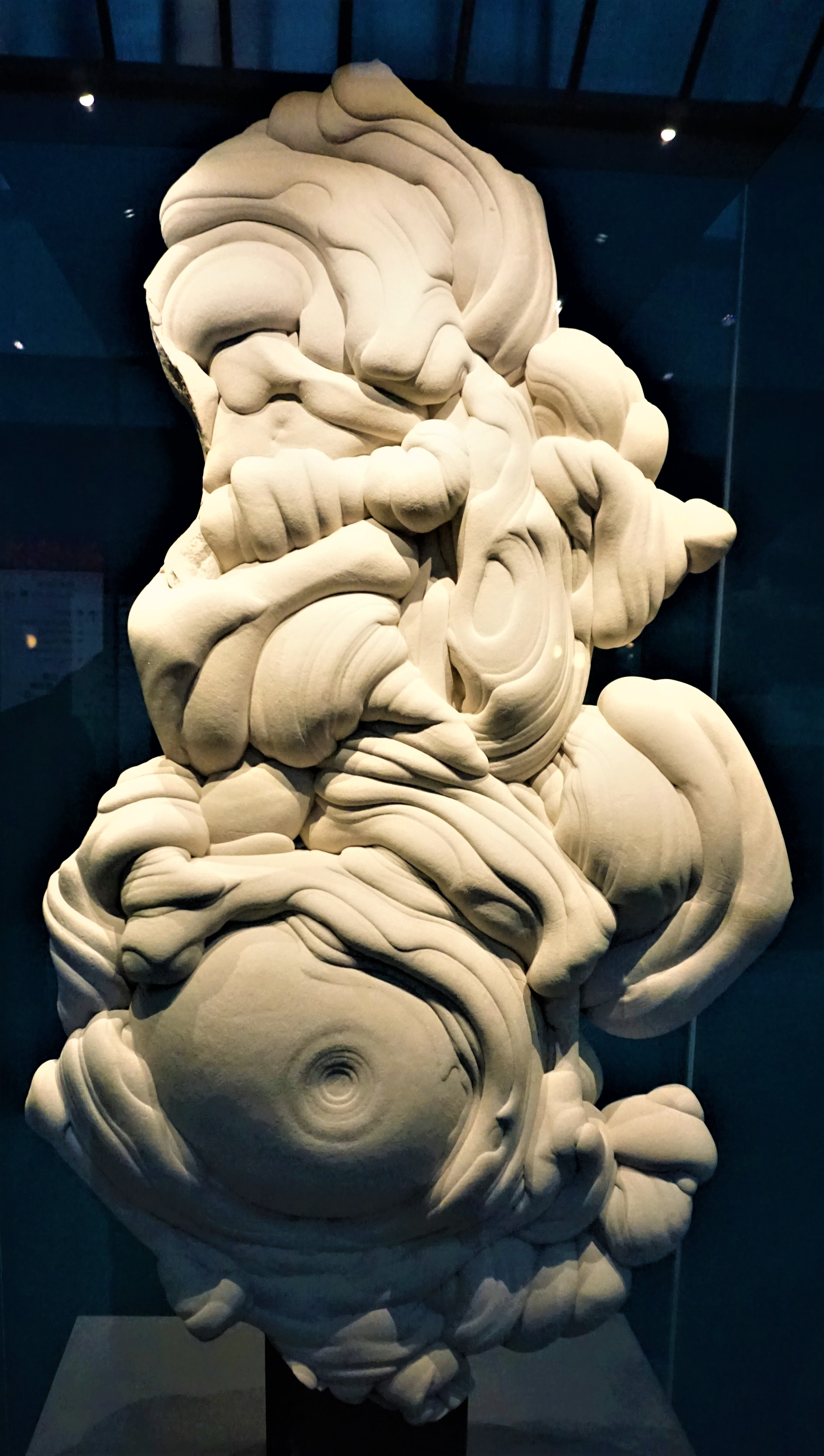
ロンドン自然史博物館に展示された特殊な形状で固まった砂岩の種類Gogotte

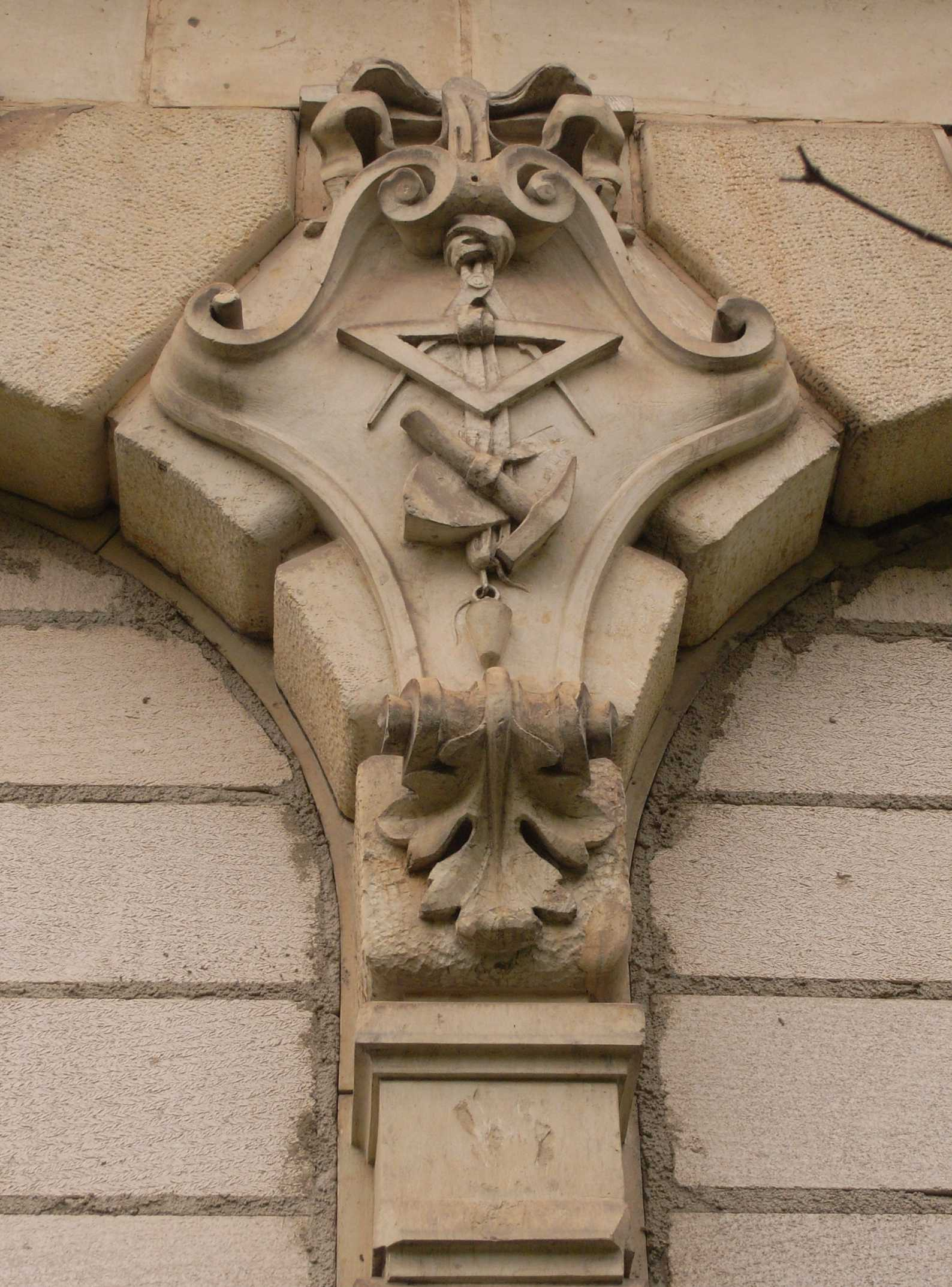
砂岩の装飾

砂岩（さがん・しゃがん、英: sandstone）は、主に砂が続成作用により固結してできた岩石。堆積岩でもっとも一般的なものの一つ。
砂粒は通常石英（シリカ）鉱物から出来ている。
砂岩の構成鉱物は石英と長石が主で、これらに既存の堆積岩や変成岩などに由来する岩片（これは鉱物の集合体である）が加わる。炭酸塩粒子を主体とするものは炭酸塩岩に分類され、砂岩には含めない。
礫岩や泥岩とは構成している粒の大きさで区別され、砂岩は主要な構成している粒の直径が 2 ミリメートル - 1⁄16 ミリメートル であるものを指す。
泥岩と互い違いの地層をなしていることも多い岩石である。

## 砂岩の種類
基質が15%より少ないものをアレナイト (arenite)、多いものをワッケ (wacke) という。
- クォーツアレナイト (quartz arenite)
- アルコーズ (arkose)
- グレーワッケ （graywacke、硬砂岩）
- オルソコーツァイト（オルソクォーツァイト、orthoquartzite、正珪岩）

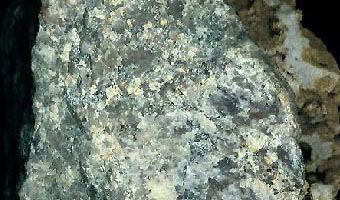
アルコーズ
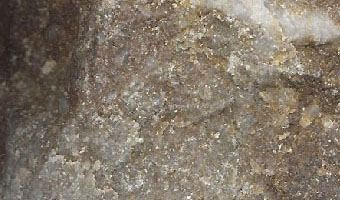
グレーワッケ

## 貯留岩
砂岩と炭酸塩岩は石油・天然ガスを貯留する貯留岩（リザーバーロック）の中で最も重要なもので、世界の石油・天然ガスの埋蔵量の9割以上が、これら岩石から発見されている。

## 石材としての砂岩
以下、産地別に有名な石種と施行事例を挙げる。
- インド
  - レッド・サンドストン。三井アーバンホテル（東京都中央区）、花の館（東京都港区）、六本木ヒルズ（美術館。東京都港区）
  - ホワイト・サンドストン。お茶の水スクエア、帝国ホテル（以上、東京都千代田区）、港区役所麻布支所庁舎（東京都港区）、すみだトリフォニーホール（東京都墨田区）
- オーストラリア
  - オーストラリア・サンドストン。ホテル日航東京（外構。東京都港区）
- スペイン
  - ピエトラ・アズール。トゥモローランド恵比寿（東京都渋谷区）
- アルゼンチン
  - アルゼンチン・ポルフィード。丸の内仲通り（東京都千代田区）。
- イギリス
  - バーリントン・スレート。NTT本社ビル（東京都新宿区）、東京国際フォーラム（東京都千代田区）
- イタリア
  - ポルフィード。港区役所赤坂支所庁舎（東京都港区）。
- ドイツ
  - ソルンホーフェン。台場アクアシティ（東京都港区）。